# Acido

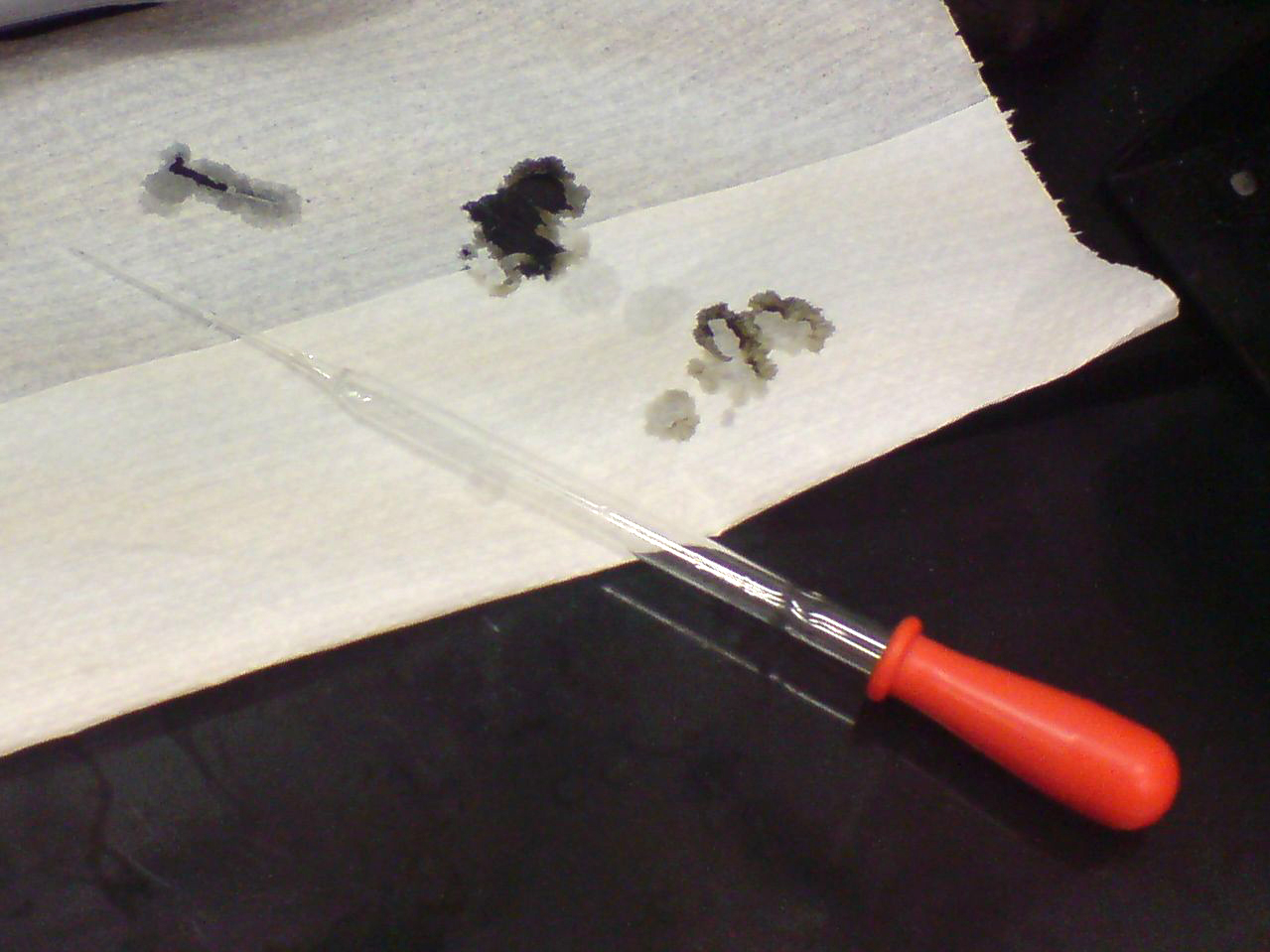
Gocce di acido solforico concentrato al 98% carbonizzano la carta

In chimica, un acido è una molecola o ione in grado di donare uno ione idrogeno H+ (acido di Brønsted-Lowry), o in grado di formare un legame covalente con una coppia di elettroni (acido di Lewis). 
La definizione di acido e quella corrispondente di base hanno subito diverse modifiche nel tempo, partendo da un approccio empirico e sperimentale fino alle più recenti definizioni, sempre più generali, legate al modello molecolare a orbitali.
Nell'accezione comune, il termine "acido" identifica sostanze generalmente irritanti e corrosive, capaci di intaccare i metalli e il marmo (sviluppando rispettivamente idrogeno e anidride carbonica) e di far virare al rosso una cartina al tornasole. Esempi di sostanze acide sono l'aceto, l'acido muriatico e il succo di limone.
Gli acidi sono generalmente divisi in acidi forti e acidi deboli. Un indice della forza di un acido, funzione della sua natura e della sua concentrazione, è il pH.
Nell'ambito della chimica inorganica di base, per rimarcare la differenza tra le due tipologie di acidi inorganici (ossiacidi e idracidi) si fa spesso ricorso a schemi semplificati del tipo:
anidride + acqua → ossiacido
idrogeno + non-metallo → idracido
Ovvero un ossiacido si forma facendo reagire l'anidride corrispondente con acqua (ad esempio l'anidride solforica combinandosi con acqua forma acido solforico), mentre dalla reazione chimica tra un non-metallo e idrogeno si forma l'idracido corrispondente (ad esempio l'acido fluoridrico si forma dalla combinazione del fluoro con l'idrogeno).

## Definizioni di acido
Di seguito vengono elencate le definizioni di "acido" più diffuse, in ordine cronologico.

### Definizione di acido secondo la teoria di Arrhenius
Secondo la teoria di Arrhenius, un acido è una sostanza che dissociandosi in acqua libera ioni H+. Una base è invece una sostanza che dissociandosi in acqua libera ioni OH-.
Rientrano in questa definizione tutti i composti che identifichiamo come acidi nell'uso comune, sia per la loro azione irritante sui tessuti viventi e corrosiva sui metalli, sia per la loro capacità di far virare opportunamente sostanze indicatrici.

Sono acidi secondo Arrhenius, per esempio, acidi inorganici forti come l'acido solforico e l'acido cloridrico e acidi deboli come l'acido acetico e l'acido citrico.

La "forza" di un acido, e con essa anche i suoi effetti corrosivi e irritanti, è misurata per il tramite della costante di dissociazione acida.
Se la dissociazione completa di una molecola di acido fornisce uno ione idrogeno, l'acido in questione è detto "monoprotico" (o "monobasico"), mentre se la sua dissociazione fornisce più ioni idrogeno si dirà "poliprotico" (o "polibasico").

### Definizione di acido secondo la teoria di Brønsted-Lowry
Secondo la teoria di Brønsted-Lowry, un acido è una sostanza capace di cedere ioni H+ a un'altra specie chimica detta base.
La teoria di Brønsted-Lowry estende la definizione di acido a quelle sostanze di cui non è possibile o non è pratico valutare il comportamento in acqua, come di fatto succede nella definizione data da Arrhenius. Introduce anche il concetto di complementarità tra acido e base, dato che l'acido non è tale se non in presenza di una controparte cui cedere il proprio ione H+.

Secondo Brønsted e Lowry, quindi, anche composti che non presentano un carattere evidentemente acido nella quotidianità, come per esempio gli alcoli, possono avere un comportamento acido quando sono in presenza di una base sufficientemente forte. Un esempio è la reazione tra metanolo e idruro di sodio, in cui il metanolo si comporta da acido, secondo la definizione di Brønsted e Lowry, cedendo allo ione idruro (la base) uno ione H+
{\displaystyle {\ce {CH3OH + NaH -> CH3O- Na+ + H2}}}
Secondo questa teoria non esistono quindi acidi e basi a sé stanti, ma solo coppie di acido e base coniugati. Una coppia acido/base coniugata è una coppia di specie chimiche che differiscono soltanto per uno ione H+. Quando un acido cede uno ione H+ si trasforma nella sua base coniugata; quando una base acquista uno ione H+ si trasforma nel suo acido coniugato.
Qualunque reazione che comporta il trasferimento di uno ione H+ da un acido a una base è una reazione acido-base secondo Brønsted e Lowry. Un acido può, in determinate circostanze, comportarsi da base e viceversa.

### Definizione di acido secondo la teoria di Lewis
Secondo la cosiddetta teoria di Lewis, un acido è una sostanza capace di accettare un doppietto elettronico da un'altra specie chimica capace di donarlo detta base.
Simile alla teoria di Brønsted-Lowry, sostituisce al trasferimento dello ione H+ il trasferimento in senso inverso di un doppietto elettronico. Secondo Lewis sono quindi acidi anche composti come il cloruro d'alluminio e il borano, che presentano nella loro struttura un orbitale vuoto capace di alloggiare un doppietto elettronico proveniente da una molecola donatrice, la base, e legarsi quindi a essa con un legame dativo.
Nell'esempio qui riportato, l'ammoniaca è la base e il trifluoruro di boro è l'acido, secondo Lewis
{\displaystyle {\ce {H3N: + BF3 -> H3N-BF3}}}
Gli acidi di Lewis si comportano da reagenti elettrofili, mentre le basi di Lewis si comportano da reagenti nucleofili. La differenza tra le definizioni di "acido di Lewis" e "elettrofilo" sta nel fatto che il carattere di un acido di Lewis è legato alla termodinamica della reazione, infatti un composto si comporta tanto più da acido di Lewis quanto più tende ad attirare a sé i doppietti elettronici (in condizioni di equilibrio), mentre il carattere elettrofilo è legato alla cinetica della reazione, infatti un composto si comporta tanto più da elettrofilo quanto più velocemente attira a sé i doppietti elettronici.

## Classificazione degli acidi
Di seguito sono indicate alcune classi di acidi di Arrhenius descritte nell'ambito della chimica inorganica e organica.

### Acidi inorganici
Tra gli acidi inorganici si annoverano:
- idracidi: sono composti da idrogeno e alogeni, zolfo, selenio, azoto o ione cianuro (CN-);[9]
- ossoacidi: sono composti da idrogeno, un non metallo e ossigeno. Si formano facendo reagire un'anidride con l'acqua.

### Acidi organici
Secondo la sistematica organica, agli acidi organici appartengono:
- acidi carbossilici: contengono uno o più gruppi carbossilici (-COOH), e in particolare:
  - acidi monocarbossilici (tra cui si annoverano gli acidi grassi): con un gruppo carbossilico
  - acidi dicarbossilici: con due gruppi carbossilici
- perossiacidi (o peracidi): con uno o più gruppi -COOOH
- acidi solfonici: con uno o più gruppi -SO3H
- acidi solfinici: con uno o più gruppi -SO2H
- acidi solfenici: con uno o più gruppi -SOH
- acidi selenonici: con uno o più gruppi -SeO3H[11]
- acidi seleninici: con uno o più gruppi -SeO2H
- acidi selenenici: con uno o più gruppi -SeOH
- acidi telluronici: con uno o più gruppi -TeO3H
- acidi tellurinici: con uno o più gruppi -TeO2H
- acidi tellurenici: con uno o più gruppi -TeOH
- acidi fosfonici: con uno o più gruppi -PO(OH)2
- acidi arsonici: con uno o più gruppi -AsO(OH)2
- tioacidi
  - O-tioacidi: con uno o più gruppi -CS(OH)
  - S-tioacidi: con uno o più gruppi -CO(SH)
  - ditioacidi: con uno o più gruppi -CS(SH)
- seleneoacidi
  - O-selenoacidi: con uno o più gruppi -CSe(OH)
  - S-selenoacidi: con uno o più gruppi -CO(SeH)
  - diselenoacidi: con uno o più gruppi -CSe(SeH)
- telluroacidi
  - O-telluroacidi: con uno o più gruppi -CTe(OH)
  - S-telluroacidi: con uno o più gruppi -CO(TeH)
  - ditelluroacidi: con uno o più gruppi -CTe(TeH).

Sono classificati come acidi anche composti che presentano più gruppi funzionali (di cui uno acido), come gli amminoacidi.

## Effetti sugli esseri viventi
Il contatto della pelle (o di qualunque altra parte del corpo umano o animale) al contatto con un acido produce generalmente un'irritazione; se l'acido è particolarmente forte o concentrato provoca un'ustione. Entità e gravità degli effetti dipendono dalla forza dell'acido e dalla sua concentrazione, nonché dalle modalità e dai tempi di contatto, correlati alla loro tossicità.